# Fenland (district)
Fenland est un district non métropolitain du Cambridgeshire, en Angleterre.
Il comprend les villes de March, où siège le conseil de district, Chatteris, Whittlesey et Wisbech.
Le district a été créé le 1er avril 1974. Il est issu de la fusion du district de Wisbech, des districts urbains de Chatteris, March et Whittlesey et des districts ruraux de Witchford et Wisbech.

## Source
- (en) Cet article est partiellement ou en totalité issu de l’article de Wikipédia en anglais intitulé « Fenland » (voir la liste des auteurs).